# Erg Issaouane

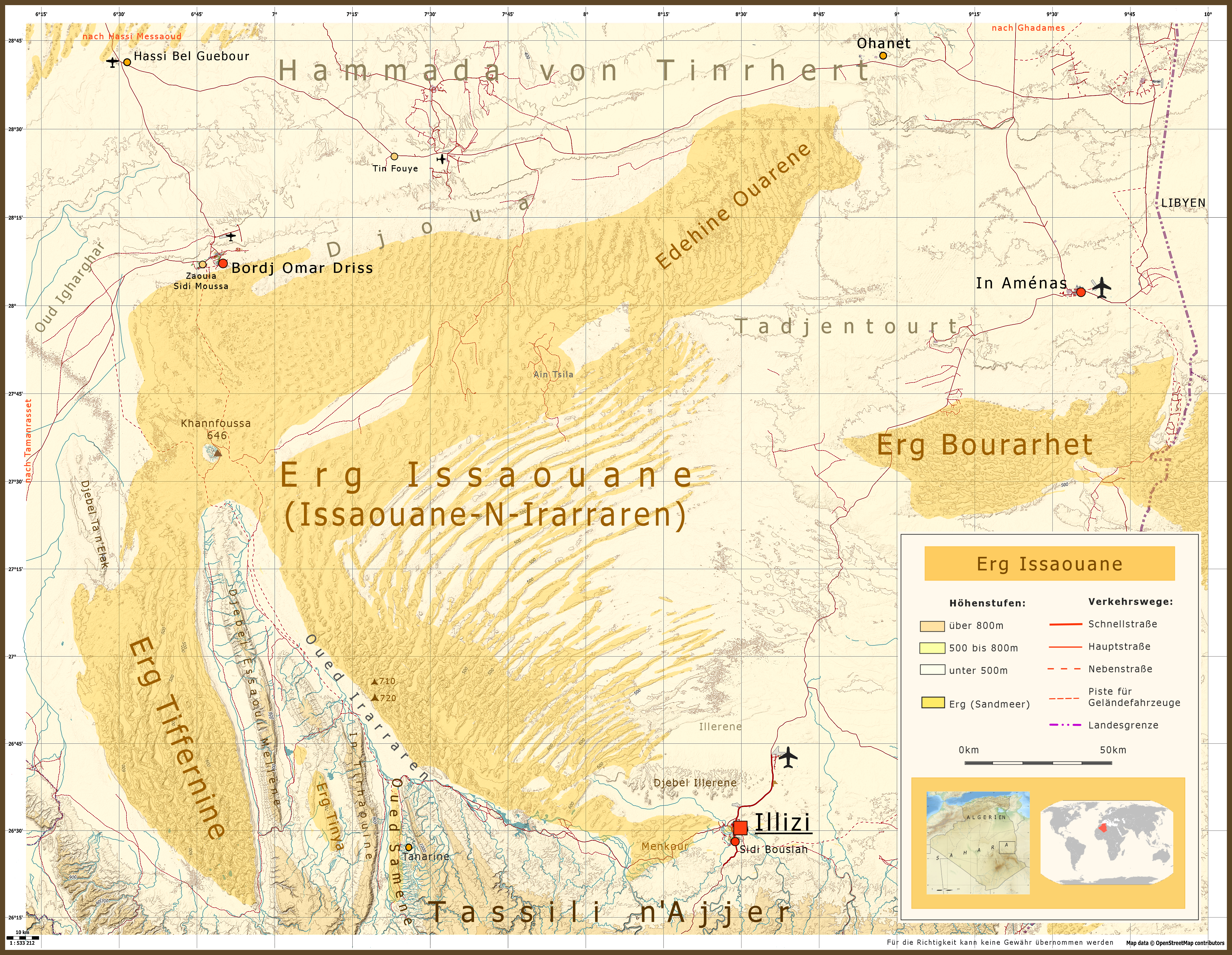
Karte des Erg Issaouane

Der Erg Issaouane oder Issaouane-N-Irrararene ist eine große Sandwüste (Erg) der Sahara in der südalgerischen Provinz Illizi.

## Topografie
Der Erg Issaouane umfasst eine Fläche von rund 28.000 km² und wird im Süden vom Tassili n’Ajjer-Gebirge und im Norden vom Tinrhert-Plateau begrenzt. Im Westen wird er vom kleineren Erg Tiffernine abgelöst, mit dem er über eine etwa 20 km breite Engstelle verbunden ist. Die Ostgrenze des Ergs reicht bis zur Nationalstraße 3 zwischen Hassi Messaoud, In Aménas und Illizi. In Nord-Süd-Richtung erstreckt er sich über rund 220 km Länge, die Breite erreicht ebenso bis zu 220 km.
Die Umrahmung und die Festgesteinsbasis des Erg Issaouane weisen Höhen von 400 bis 550 m auf. Die darüber aufgebauten Dünen erreichen Höhen bis zu 270 m. Die höchsten Dünenkämme liegen bei 740 m. Innerhalb des Ergs sind zahlreiche tiefe abflusslose Senken (Sebkhas) ohne Sandbedeckung ausgebildet, deren Höhenlage zumeist jener der Umrahmung des Ergs entspricht. In den südlichsten Bereichen des Ergs treten in diesen Senken Geländestufen der Untergrundgesteine zutage. Die sandfreien Senken sind manchmal bis zu 60 km lang und bis zu 10 km breit. Im Osten fächert der Erg Issaouane in zahlreiche langgezogene und schmale und gegen Nordosten gerichtete Dünenstränge auf.
Innerhalb des Ergs gibt es keine Siedlungen und kaum Vegetation.

## Kulturgeschichte
In den sandfreien Festgesteinsbasen im Süden und insbesondere im Westen beim Berg Khannfoussa finden sich einzelne Hügelgräber als Zeugen einer neolithischen Besiedlung.

## Bodenschätze
Im Erg Issaouane befinden sich große Ölfelder, die seit 1998 von der staatlichen Ölfirma Sonatrach bewirtschaftet werden. Zahlreiche der Förderstellen sind jedoch bereits erschöpft und wurden aufgelassen. Diese aufgelassenen Förderstellen und die zugehörigen Verbindungsstraßen verschwinden bereits wieder unter Sandverwehungen.
Von den aktiven Förderstellen wird das Rohöl in Pipelines zu den am Nordrand des Erg Issaouane gelegenen Raffinerien Produktionsanlagen bei Ohanet und westlich davon gepumpt.